# Chlorid anhydridu kyseliny trimellitové
Chlorid anhydridu kyseliny trimellitové je heterocyklická organická sloučenina používaná při výrobě polyamido-imidových plastů.